# 1948 في تشيلي
فيما يلي قوائم الأحداث التي وقعت خلال عام 1948 في تشيلي.

## سياسة

### انتهاء فترة المنصب
- 1 سبتمبر – بابلو نيرودا عضو مجلس الشيوخ من شيلي.

## مواليد

### يناير
- 26 يناير – جوزيف ويستفال

### أغسطس
- 23 أغسطس – غاستون كاسترو حكم كرة قدم تشيلي.

## وفيات

### يناير
- 2 يناير – بيثنتي ويدوبرو (مواليد 1893) شاعر تشيلي.

### فبراير
- 25 فبراير – خوان استيبان مونتيرو (مواليد 1879) محامي تشيلي.